# Broad Oak (Wealden)
Broad Oak – osada w Anglii, w East Sussex, w dystrykcie Wealden. Leży 24,8 km od miasta Hastings, 22,6 km od miasta Lewes i 65,2 km od Londynu. W 2015 miejscowość liczyła 1155 mieszkańców.